# Velletri bianco
Il Velletri bianco è un vino DOC la cui produzione è consentita nelle province di Latina e Roma.

## Caratteristiche organolettiche
- colore: paglierino più o meno intenso.
- odore: vinoso, gradevole, delicato.
- sapore: secco, amabile, dolce, di giusto corpo, armonico, vellutato.

## Produzione
Provincia, stagione, volume in ettolitri
- Latina  (1990/91)  10833,89
- Latina  (1991/92)  8425,29
- Latina  (1992/93)  8425,29
- Latina  (1993/94)  7049,14
- Latina  (1994/95)  9127,06
- Latina  (1995/96)  4342,94
- Latina  (1996/97)  2721,11
- Roma  (1990/91)  49745,0
- Roma  (1991/92)  45466,48
- Roma  (1992/93)  39885,66
- Roma  (1993/94)  49068,96
- Roma  (1994/95)  58741,29
- Roma  (1995/96)  31231,0